# عنيبية سهمية الأوراق
عنيبية سهمية الأوراق (الاسم العلمي:Cocculus urophyllus) هي نوع غير مؤكد من النباتات تتبع جنس العنيبية من فصيلة البذر القمرية.